# Операција Београд
Операција Београд је југословенски ратни филм из 1968. године, који је режирао Жика Митровић.

## Радња
Септембра 1943. године изнад Југославије је оборен совјетски авион у којем се налазио високи совјетски официр за везу који је летео на састанак Велике тројке у Казабланци. Тешко рањен совјетски официр пребачен је у болницу у Београду где ће након медицинског третмана бити подвргнут испитивању од стране Гестапоа. Београдски илегалци добили су задатак да ослободе совјетског официра и да га пребаце на слободну територију. Група активиста, радника београдске фабрике шећера и железничке станице, упушта се у неравноправну борбу с окупатором. Али, непредвиђене тешкоће доводе их, упркос храбрости и упорности, у тешку моралну дилему: чинити крајње напоре и жртве да би се један човек спасао или жртвовати њега како би се спасли многобројни други животи.

## Улоге
| Глумац                     | Улога                |
| -------------------------- | -------------------- |
| Душан Булајић              | Професор Коста       |
| Александар Гаврић          | Мартин               |
| Велимир Бата Живојиновић   | Пуковник Вили Фукс   |
| Душица Жегарац             | Бранка               |
| Фарук Беголи               | Јаша                 |
| Ксенија Јовановић          | Лола                 |
| Павле Богатинчевић         | Шeф амбуланте Берхем |
| Столе Аранђеловић          | Инвалид Лука         |
| Марко Тодоровић            | Мајор Паоло Бернини  |
| Растко Тадић               | Пуковник Андреј Блок |
| Здравка Крстуловић         | Др Кристина Шмит     |
| Северин Бијелић            | Тимотијe/Тиминг      |
| Предраг Тасовац            | Лекар                |
| Деса Берић                 | Зорица               |
| Војислав Говедарица        | Илегалац             |
| Ђорђе Јелисић              | Продавац новина      |
| Никола Јовановић           | Редер                |
| Златибор Стоимиров         | Машиновођа           |
| Властимир Ђуза Стојиљковић | Инжењер Воја         |
| Душан Тадић                | Монтер Марко         |
| Танасије Узуновић          | Капетан Ферстер      |
| Богдан Јакуш               | Радник               |
| Еуген Вербер               | Шеф полиције         |
| Дамњан Клашња              | Немачки официр       |